# Granslev Å
Granslev Å är ett vattendrag i Danmark.   Det ligger i Favrskovs kommun i Region Mittjylland, i den centrala delen av landet, 190 km väster om huvudstaden Köpenhamn.
Ån rinner upp strax norr om Hammel och flyter norrut till Laurbjerg där den mynnar ut i Lilleå.